# Benoit Perthame

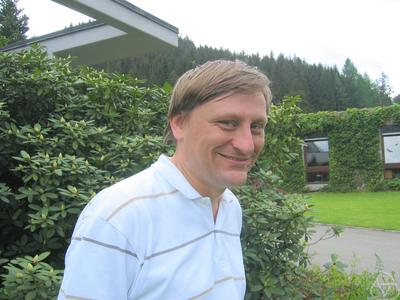
Benoit Perthame

Benoit Perthame (ur. 23 czerwca 1959) – francuski matematyk, profesor i były dyrektor Laboratoire Jacques-Louis Lions. Zajmuje się przede wszystkim równaniami różniczkowymi cząstkowymi oraz ich zastosowaniem w biologii, medycynie i fizyce.

## Życiorys
W latach 1979–1983 studiował w École normale supérieure (Paryż). W roku 1983 uzyskał stopień doktora na Université Paris-Dauphine, promotorem był Pierre-Louis Lions. Karierę zawodową rozpoczął w École normale supérieure (Paryż), w latach 1988-1993 był profesorem Uniwersytetu w Orleanie, a od 1993 związany jest z Université Pierre et Marie Curie (obecnie Sorbonne Université).
Swoje prace publikował m.in. w „Comptes Rendus Mathématique”, „Archive for Rational Mechanics and Analysis”, „Journal of Differential Equations”, „Communications in Mathematical Physics”,„Journal of Mathematical Biology”, „SIAM Journal on Numerical Analysis”, „Communications on Pure and Applied Mathematics” oraz najbardziej prestiżowych matematycznych czasopismach na świecie: „Journal of the American Mathematical Society” i „Inventiones Mathematicae”. Jest redaktorem m.in. „Comptes Rendus Mathématique”, „Communications in Partial Differential Equations ” i „Mathematical Medicine and Biology”. 
W 1994 roku wygłosił wykład sekcyjny, a w 2014 wykład plenarny na Międzynarodowym Kongresie Matematyków. 
Laureat m.in. Prix Blaise-Pascal z 1992. Członek Academia Europaea i Francuskiej Akademii Nauk. 
Wypromował ponad 20 doktorów, wśród jego wychowanków jest m.in. Vincent  Calvez. 